# Lijst van voetbalinterlands Libanon - Oost-Timor
Deze lijst van voetbalinterlands is een overzicht van alle officiële voetbalwedstrijden tussen de nationale teams van Libanon en Oost-Timor. De landen speelden tot op heden een keer tegen elkaar. De eerste ontmoeting, een vriendschappelijke wedstrijd, werd gespeel in Al Khawr (Qatar) op 20 maart 2025. 

## Wedstrijden
| № | Plaats   | Datum         | Competitie        | Wedstrijd            | Uitslag |
| - | -------- | ------------- | ----------------- | -------------------- | ------- |
| 1 | Al Khawr | 20 maart 2025 | Vriendschappelijk | Libanon − Oost-Timor | 4 − 0   |

## Samenvatting
| Competitie      | Totaal gespeeld | Winst Libanon | Gelijk | Winst Oost-Timor | Doelsaldo Libanon – Oost-Timor |
| --------------- | --------------- | ------------- | ------ | ---------------- | ------------------------------ |
| WK-kwalificatie | 1               | 1             | 0      | 0                | 4 − 0                          |
| Totaal          | 1               | 1             | 0      | 0                | 4 − 0                          |

FLFA · 
A-internationals · 
Libanees vrouwenelftal
1940 – 1949 · 
1950 – 1959 · 
1960 – 1969 · 
1970 – 1979 · 
1980 – 1989 · 
1990 – 1999 · 
2000 – 2009 · 
2010 – 2019 ·
2020 − 2029
Afghanistan ·
Algerije ·
Armenië ·
Australië ·
Bahrein ·
Bangladesh ·
Bhutan ·
Bulgarije ·
Cambodja ·
China ·
Cyprus ·
Djibouti ·
Ecuador ·
Egypte ·
Equatoriaal-Guinea ·
Estland ·
Filipijnen ·
Gabon ·
Georgië ·
Hongarije ·
Hongkong ·
India ·
Irak ·
Iran ·
Jemen ·
Jordanië ·
Kazachstan ·
Kirgizië ·
Koeweit ·
Laos ·
Libië ·
Malediven ·
Maleisië ·
Malta ·
Marokko ·
Mauritanië ·
Mongolië ·
Montenegro ·
Myanmar ·
Namibië ·
Nieuw-Zeeland ·
Noord-Korea ·
Noord-Macedonië ·
Oeganda ·
Oezbekistan ·
Oman ·
Oost-Timor ·
Pakistan ·
Palestina ·
Qatar ·
San Marino ·
Saoedi-Arabië ·
Singapore ·
Slowakije ·
Soedan ·
Somalië ·
Sri Lanka ·
Syrië ·
Tadzjikistan ·
Thailand ·
Tsjechië ·
Tunesië ·
Turkije ·
Turkmenistan ·
Vanuatu ·
Verenigde Arabische Emiraten ·
Vietnam ·
Zuid-Korea
FFTL · A-internationals · Oost-Timorees vrouwenelftal
2000 – 2009 · 
2010 – 2019
2003 · 
2004 · 
2005 · 
2006 · 
2007 · 
2008 · 
2009 · 
2010 · 
2011 · 
2012 ·
2015 ·
2016
Brunei ·
Cambodja ·
Filipijnen ·
Hongkong ·
Indonesië ·
Laos ·
Libanon ·
Malediven ·
Maleisië ·
Mongolië ·
Myanmar ·
Nepal ·
Palestina ·
Saoedi-Arabië ·
Singapore ·
Tadzjikistan ·
Taiwan ·
Thailand ·
Verenigde Arabische Emiraten